# Мирет, Роджер
Роджер Мирет (родился 30 июня 1964, Куба) — вокалист группы Agnostic Front и группы Roger Miret and the Disasters, также выступал в роли бас-гитариста в группе Madball. В конце 80-х годов отбывал наказание за наркотики, после выхода присоединился к Agnostic Front, и в свет вышел альбом Something's Gotta Give (1998) на Epitaph Records и клип на песню «Gotta Go». Роджер помог своему младшему брату Фредди «Мэдбол» Кришену выйти на хардкор-сцену в составе своей группы Madball.

## Дискография

### With Agnostic Front
- Victim in Pain (1984)
- Cause for Alarm (album) (1986)
- Liberty and Justice For... (1987)
- One Voice (1992)
- Something’s Gotta Give (1998)
- Riot, Riot, Upstart (1999)
- Dead Yuppies (2001)
- Another Voice (2004)
- Warriors (2007)
- My Life My Way (2011)

### With Roger Miret and the Disasters
- Roger Miret and the Disasters (2002)
- 1984 (2005)
- My Riot (2006)
- Gotta Get Up Now (2011)